# 신라방
신라방(新羅坊)은 신라 시대 당나라에 있던 신라 사람들이 주로 모여 살던 집단 거주지이다. 신라와 당나라 간 교통의 중심지가 되었다.

## 개설
신라는 삼국을 통일하면서부터 점차 해상 활동을 활발히 벌려 당 · 일본과 무역할 뿐만 아니라 해상 무역 활동이 편리한 곳에 이민하여 집단적으로 거주하였다. 당나라의 해안 지방에 있는 집단 거주지를 신라방이라고 하는데, 그 중 신라인을 다스리기 위한 총관까지 배치한 산둥성 등주(登州)의 것이 유명하며, 산둥성에서 장쑤성에 걸쳐 존재했다.
또 문등현(文登縣) 적산촌(赤山村)에는 적산원(赤山院)이란 신라인의 사찰이 세워져 신라와 일본에서 승려가 왔으며, 후에 장보고(張保皐)가 해상권을 장악하자 해상 무역이 신라인의 독점이 되면서 더욱 번영했다.

## 신라소
신라소(新羅所)는 신라인이 당나라에 설치한 자치적 행정 기관으로, 신라방에 거주하는 신라인을 다스리기 위한 것이었다.

## 신라원
신라원(新羅院)은 적산원(赤山院)처럼 신라인이 당나라에 사람들이 세운 [절]을 가리킨다.<신라원 >

## 같이 보기
- 엔닌
- 입당구법순례행기
- 적산선원
- 차이나타운

## 참고 문헌
- 이 문서에는 다음커뮤니케이션(현 카카오)에서 GFDL 또는 CC-SA 라이선스로 배포한 글로벌 세계대백과사전의 내용을 기초로 작성된 글이 포함되어 있습니다.